# Kőrösi Csoma Társaság
A Kőrösi Csoma Társaság  1920-ban alakult a Magyar Tudományos Akadémia keretein belül azzal a céllal, hogy megfelelő módon és kellő hangsúllyal reprezentálja a magyar orientalisztikát és orientalistákat.

## Története

### A Kőrösi Csoma Társaság
A Kőrösi Csoma Társaságot 1920-ban Teleki Pál és Felvinczi Takáts Zoltán kezdeményezésére alapították. 1928-ban Baktay Ervin Kőrösi Csoma Sándor emléktáblát helyezett el a zanglai és a phuktáli kolostorok falán. 1933-ban Kőrösi Csoma Sándor lett az első európai, akit Japánban bodhiszattvának  (buddhista szentnek) nyilvánítottak. Sírja buddhista zarándokhely lett.
A tokiói Taisho egyetemen kiállították Csorba Géza szobrászművész alkotását, Csomát bodhiszattvaként ábrázoló művét. 1943-ban Marosvásárhelyen felállították Kőrösi Csoma Sándor első, magyar földön lévő köztéri szobrát.

### Betiltása, majd 1968-as újraalakulása
1949-ben a kommunista kultúrpolitika betiltotta. A második világháború után Ligeti Lajos, a magyar tudományos igényű orientalisztika megalapítója 1968-ban szervezte újjá. Ehhez elnyerte az Akadémia támogatását, és az Akadémia égisze alatt működő, de független társaság lett. Jelenlegi elnöke Birtalan Ágnes, a főtitkára pedig Iványi Tamás. A Társaság magába foglalja valamennyi magyar kutató és szakember által képviselt ázsiai és afrikai stúdiumot. Tartalmazza a sinológiát, japanológiát, indológiát, koreai stúdiumokat, mongolisztikát, tibetisztikát, iranisztikát, turkológiát, arabisztikát és a sémi filológiát. Ezen belül különböző szekciók alakultak, mint az Iszlámtudományi Szekció, a Japán Szekció, a Belső-Ázsiai Szekció, a Magyar Őstörténeti Szekció, valamint a Kőrösi Csoma Sándor emlékét ápoló szekció.

### A rendszerváltás óta
A Társaságnak mintegy 800 tagja van, akik részben ezen területek specialistái, vagy egyetemi hallgatók, illetve olyan tagok, akiket érdekel az orientalisztika. A Társaság önálló tudományos kiadványa az 1973-ban alapított, évente két alkalommal megjelenő Keletkutatás című folyóirat. Ezenkívül rendszeresen jelentet meg publikációkat magyar és angol nyelven. Szoros kapcsolatot létesített számos intézménnyel, különösképpen az Eötvös Loránd Tudományegyetem keleti tanszékeivel. A Társaság számos tudományos konferenciát szervezett, együttműködve a Magyar Tudományos Akadémiával, illetve az egyetemi tanszékekkel.